# Psilochorus cambridgei
Psilochorus cambridgei là một loài nhện trong họ Pholcidae. Loài này được phát hiện ở México.